# Último Domingo
Último Domingo é um curta-metragem brasileiro de 2022, dirigido por Renan Barbosa Brandão e Joana Claude. O filme teve sua estreia na competição do Festival de Cinema de Gramado, onde saiu premiado com três Kikitos. Protagonizado por Jéssica Ellen e Edilson Silva, o filme é inspirado livremente no capitulo inicial do livro O Evangelho Segundo Jesus Cristo de José Saramago, buscando dar uma nova perspectiva à clássica narrativa bíblica.
O filme foi selecionado para importantes festivais de cinema da Europa e da América Latina, como o Festival do Rio, Festival Biarritz Amérique Latine, Curta Cinema, Festival Santa Cruz de Cinema e outros.

## Elenco
- Jéssica Ellen como Maria
- Edilson Silva como José
- Ravel Andrade como Zaquias
- Tonico Pereira como Abiatar
- Everaldo Pontes como 	Dotaim
- Gunnar Borges como Profeta